# Байжомартов, Укетай Серикбаевич
Укетай Серикбаевич Байжомартов (каз. Үкітай Серікбайұлы Байжомартов; 1 января 1931, Аксуский район, Алматинская область, Казахская ССР — 5 ноября 2015, Актобе, Казахстан) — советский и казахстанский партийный работник, государственный и общественный деятель. кандидат экономических наук, профессор.

## Биография
Родился 1 января 1931 года в селе Аксу Аксуского района Алматинской области.
В 1955 году с отличием окончил философско-экономический факультет Казахского государственного университета им. Аль-Фараби.
С 1955 по 1982 годы — секретарь Талдыкорганского, Алматинского, Актюбинского областных комитетов комсомола.
С 1963 по 1983 годы — заместитель председателя комитета партийно-государственного контроля, председатель Актюбинского областного комитета Народного контроля.
С 1983 по 1985 годы — председатель Актюбинского областного совета профсоюзов.
С 1985 года до конца жизни занимал должность преподавателя, старшего преподавателя, заведующего кафедрой Актюбинского педагогического института. Автор более 40 научных статей и др.
Член обкомов, ЦК ЛКСМ Казахстана, Казсовпрофа, обкома партии[какого?], депутат облсовета народных депутатов[какого?].
Делегат 13, 14-го съездов ВЛКСМ, 7, 8, 9-го съездов комсомола Казахстана.
Скончался 5 ноября 2015 года.

## Награды
- Орден Трудового Красного Знамени
- Орден Дружбы народов
- Орден «Знак Почёта» (дважды)
- Награждён многочисленными правительственными и юбилейными медалями СССР.
- Награждён почётными грамотами Верховного Президиума Казахской ССР и СССР.
- Орден Парасат Указом Президента Республики Казахстан от 7 декабря 2010 года за вклад в социально-экономическое и культурно-гуманитарное развитие государства.[4]
- Дважды награждён Почётной грамотой Республики Казахстан за вклад в науку.
- Почётный гражданин Актюбинской области и города Актобе.